# Sérgio Brandão
Sérgio Luiz Brandão foi um baixista e produtor musical brasileiro. Conhecido como "O Jaco Pastorius brasileiro", ele teve uma carreira respeitada fora do Brasil, sendo um dos embaixadores da música brasileira.
Ao longo de seus 40 anos de carreira, ele participou de centenas de gravações marcantes, sendo creditado em álbuns de nomes como Sérgio Mendes, Ivan Lins, Jan Lucien, João Bosco, Johnny Alf, Paquito D'Rivera. Ganhou vários prêmios, incluindo um Grammy Latino em 2006 por seu trabalho no álbum Timeless de Sérgio Mendes.
Faleceu em abril de 2021, aos 65 anos.